# 3788 Steyaert
3788 Steyaert eller 1986 QM3 är en asteroid i huvudbältet som upptäcktes den 29 augusti 1986 av den belgiske astronomen Henri Debehogne vid La Silla-observatoriet. Den är uppkallad efter den belgiske amatörastronomen Christian Steyaert.
Asteroiden har en diameter på ungefär 9 kilometer och den tillhör asteroidgruppen Gefion.